# Смелость сказать правду
«Смелость сказать правду» (англ. 4th Man Out) — американский фильм режиссёра Эндрю Нэкмана. Премьера фильма состоялась 26 мая 2016 года в рамках ЛГБТ-кинофестиваля в Торонто «Inside Out». Премьера в США состоялась 5 февраля 2016 года.

## Сюжет
На своё 24-летие Адам пытается сделать каминг-аут перед своими друзьями Крисом, Ником и Орту.

## В ролях
| Актёр          | Роль             |
| -------------- | ---------------- |
| Ивэн Тодд      | автомеханик Адам |
| Паркер Янг     | Крис             |
| Корд Оверстрит | Ник              |
| Jon Gabrus     | Орту             |

## Критика
Инку Канг, главный ТВ-критик MTV, назвала комедию не смешной и не интересной и отметила, что фильм должен был выйти лет 10 назад. Большинство интересных идей уже появлялись раньше в других фильмах.
Кинокритик Денис Харви назвал фильм милой и трогательной комедией, которая найдёт своего домашнего зрителя.
На сайте Rotten Tomatoes рейтинг фильма получил 55 %, основанный на 11 оценках со средним рейтингом 4,4 из 10. На сайте Metacritic фильм оценён на 38 из 100.

## Награды
Фильм получил 11 премий и 1 номинацию:
| Год  | Премия                                                       | Категория                                 | Номинант                                               | Результат |
| ---- | ------------------------------------------------------------ | ----------------------------------------- | ------------------------------------------------------ | --------- |
| 2015 | «Chicago Gay and Lesbian International Film Festival»        | Лучший фильм                              | Эндрю Нэкман, Лорен Авиноэм, Лорен Хогарт, Джед Меллик | Победа    |
| 2015 | «Heartland Film Festival»                                    | Лучший фильм                              | Эндрю Нэкман                                           | Победа    |
| 2015 | «Iris Prize Festival»                                        | Лучший фильм                              | Эндрю Нэкман                                           | Победа    |
| 2015 | «L.A. Outfest»                                               | Приз зрительских симпатий на лучший фильм | Эндрю Нэкман, Лорен Авиноэм, Лорен Хогарт, Джед Меллик | Победа    |
| 2015 | «Miami Gay and Lesbian Film Festival»                        | Приз зрительских симпатий на лучший фильм | Эндрю Нэкман                                           | Победа    |
| 2015 | «North Carolina Gay and Lesbian Film Festival»               |                                           | Эндрю Нэкман                                           | Победа    |
| 2015 | «Out on Film, Atlanta, US»                                   | Audience Award                            | Эндрю Нэкман                                           | Победа    |
| 2015 | «Philadelphia International Gay & Lesbian Film Festival»     |                                           | Эндрю Нэкман, Лорен Авиноэм, Лорен Хогарт, Джед Меллик | Победа    |
| 2015 | «Philadelphia International Gay & Lesbian Film Festival»     |                                           | Эндрю Нэкман                                           | Победа    |
| 2015 | «Rhode Island International Film Festival»                   |                                           | Эндрю Нэкман, Лорен Авиноэм, Лорен Хогарт, Джед Меллик | Победа    |
| 2015 | «Seattle International Film Festival»                        |                                           | Эндрю Нэкман                                           | Номинация |
| 2015 | «Toronto Inside Out Lesbian and Gay Film and Video Festival» |                                           | Эндрю Нэкман, Лорен Авиноэм, Лорен Хогарт, Джед Меллик | Победа    |